# Segurilla
Segurilla è un comune spagnolo di 1 318 abitanti situato nella comunità autonoma di Castiglia-La Mancia.